# Certigreffe
Certigreffe est à la fois le nom de la marque commerciale et celui du système technique certifiant la signature électronique des greffes des tribunaux, en France, depuis 2002.

## Présentation

### Volet administratif
D'un point de vue administratif, Certigreffe est géré par :
- le GIE Infogreffe[2] (réseau des Greffes des Tribunaux de Commerce) comme autorité d'enregistrement ;

- CertEurope comme Autorité de certification.

Une clé Certigreffe est nominative et est liée à une unique personne physique pour le compte d'une entité juridique (entreprise, collectivité ou association). La vérification d'identité et (le cas échéant) la vérification du lien entre la personne destinataire et l'entité sont assurées par le Greffe du Tribunal de Commerce (GTC). La remise du certificat numérique est normalement effectuée en mains propres au GTC.
Infogreffe et Certigreffe font partie de la liste des fournisseurs de certificats numériques référencés "PRIS V1" par le Ministère de l'Industrie pour les échanges dématérialisés avec l'administration française.

### Volet technique

#### Matériel

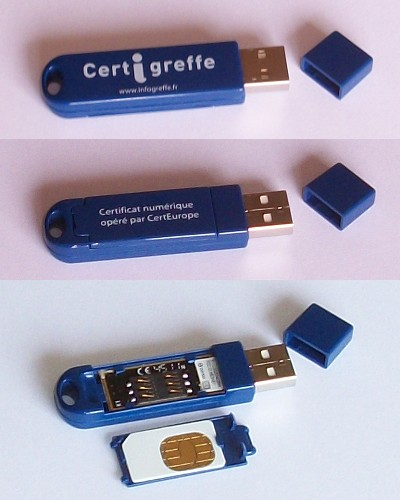
Une clé Certigreffe.

Depuis 2005, Certigreffe fournit des certificats numériques sous forme de périphériques physiques USB. Une "clé" Certigreffe est en fait constituée d'un lecteur de puce généraliste et d'une puce cryptographique amovible,
format mini-SIM.
Les caractéristiques du périphérique (obtenues par lsusb sous Linux) :
| idVendor      | 0x08e6 Gemplus                    |
| idProduct     | 0x3438 GemPC Key SmartCard Reader |
| iManufacturer | 1 Gemplus                         |
| iProduct      | 2 USB SmartCard Reader            |

Certigreffe fournit pour chaque périphérique un code PIN et un code PUK, tous deux composés de quatre chiffres.

#### Certificats
Certigreffe contient deux certificats électroniques répondant chacun à un référentiel de l'État :
- le premier conforme PRIS V1 (Politique de Référencement Intersectoriel de Sécurité) caduc en 2013 ;

- le second conforme RGS ** (Référentiel Général de Sécurité).

Certigreffe fournit un code de révocation par organisation, composé de 8 chiffres hexadécimaux (32 bits), permettant de révoquer tout certificat rattaché à cette organisation.